# Буренко, Раиса Филипповна
Раиса Филипповна Буренко (20 апреля 1919, с. Ивановка — ?) — советская деятельница лёгкой промышленности, новатор производства, ткачиха Ивано-Франковской хлопчатобумажной фабрики. Герой Социалистического Труда (7.03.1960). Депутат Верховного Совета УССР 6-го созыва.

## Биография
Родилась в крестьянской семье в селе Ивановка (ныне — Александрийский район, Кировоградская область).
В 1947—1966 годах — ткачиха Станиславской (Ивано-Франковской) хлопчатобумажной фабрики. Отмечалась выпуском высококачественных тканей.
Член ВКП(б) с 1951 года.
После реорганизации и слияния в 1966 году Ивано-Франковской хлопчатобумажной фабрики с трикотажной фабрикой работала контролёром в отделе технического контроля швейного цеха. Потом — на пенсии.

## Награды
- Герой Социалистического Труда (7.03.1960)
- орден Ленина (7.03.1960)
- ордена
- медали